# Trou du Diable (Vendée)
Le trou du Diable est une grotte marine de la corniche de Rié, dans la commune de Saint-Hilaire-de-Riez, département de la Vendée.

## Spéléométrie
Le développement de la cavité est de 20 m.

## Géologie
La cavité s'ouvre dans des micaschistes du Silurien qui résistent mal à l'érosion marine.

## Description

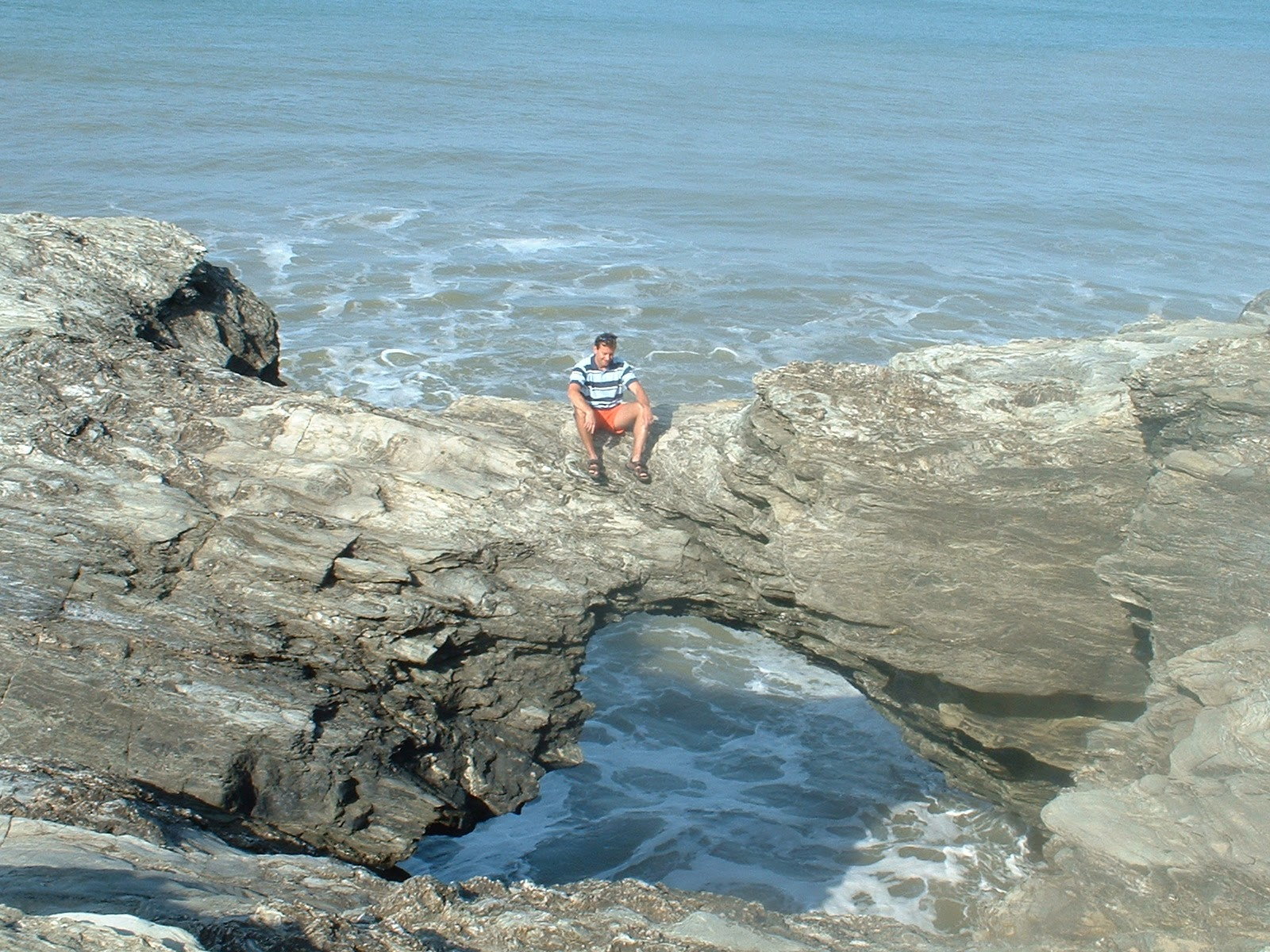
Le trou du diable en 2003 lorsqu'il était encore possible d'y accéder librement.

La cavité est constituée d'un vaste porche dont le toit est percé d'un jour qui lui vaut son nom. L'endroit est relativement dangereux au point que la commune de Saint-Hilaire a fait installer des garde-fous. Jusqu'en 2010 il était possible de se rendre sur le pont formé par les roches, depuis cela est interdit, des barrières empêchant l'accès. La cavité est également appelée « marmite du diable », car l’eau y bouillonne comme dans un chaudron.

## La légende du pont d'Yeu
Il existe plusieurs légendes relative au trou du Diable, mais celle du pont d’Yeu est la plus connue.
Pour évangéliser l’île d’Yeu, saint Martin, évêque de Tours, doit rejoindre les insulaires. Le diable lui propose alors de construire un pont, mais lui demande en échange la première âme qui le traversera. Saint Martin accepte mais à la condition que le pont soit monté avant le chant du coq. Satan relève le défi et embauche fées et farfadets. Il tente même de saouler le coq afin qu’il ne chante pas au lever du jour. Mais l’animal saoul se met à coqueliner toute la nuit, perturbant la construction du pont. Au matin avant de traverser, le saint lâche un chat noir sur le pont, aux trousses duquel se lance un chien. La première âme à traverser le pont est le chat. Le diable, dépité d’avoir perdu son marché avec saint Martin, donne un coup de pied dans la falaise et créé le trou du diable.

## Les grottes détruites de la corniche de Rié
La corniche de Rié est soumise aux assauts répétés des vagues qui font reculer le trait de côte. On estime la vitesse du recul de la falaise à environ 10 m en 70 ans. À l'échelle géologique, les grottes se forment et disparaissent aussitôt. L'érosion marine a déjà détruit la grotte du Garnaud dont la voûte s'est effondrée. La légende rapportait qu'un souterrain menait aux caves du château de Remember, construit en 1905 et détruit en 1987. Le site de la Roche Trouée n 'est plus ; l'arche, minée par la mer, s'est effondrée pour laisser place à un amas de roches détachées de la falaise appelé le Chaos.
Selon le Dr Marcel Baudouin, les grottes étaient habitées par les « Fradets de la Corniche », petits hommes à bonnet rouge. Ils habitaient les cavités marines, dites alors « maisons des Fradets ».